# Kóta József (bányamérnök)
Kóta József (Pozsony, 1906. július 26. – Tatabánya, 1979. február 23.) Kossuth-díjas bányamérnök.

## Életpályája
Oklevelét a József Nádor Műszaki és Gazdaságtudományi Egyetem Soproni Bányamérnöki Karán szerezte 1942-ben. Mérnöki működését a tatabányai robbantástechnikai laboratóriumban kezdte. Szinte teljes életműve, egész munkássága Tatabányához, az itteni bányászathoz kötötte. 1951-ben megbízták az újonnan létrehozott helyi Bányabiztonsági Kutató Intézet munkájának megszervezésével, vezetésével. Az intézet 1955-ben Bányabiztonsági és Robbantástechnikai Kutató Intézetté fejlődött, amelynek 15 évig volt az igazgatója. 1951-ben kapott Kossuth-díjat a robbanástechnika új alapokra helyezéséért. Nagy érdemeket szerzett a magyar bányászat biztonsági feltételeinek javításában. E területen számos újítása, találmánya volt, de kiváló képességeit jelzi, hogy más munkafolyamatok tökéletesítésével is igyekezett könnyebbé és biztonságosabbá tenni a bányászatot. Továbbfejlesztette a Davy-féle biztonsági lámpát, megalkotta a robbantással jövesztett kőzet felrakására szolgáló Kóta-féle kisrakodó gépet, melyről számos cikk jelent meg a sajtóban.

## Díjai, elismerései
- Kossuth-díj (1951)[2]
- Munka Érdemrend arany fokozata (1955)
- A műszaki tudományok kandidátusa (1952)
- Egyetemi doktor (1960)

## Családja
1941. október 12-én kötött házasságot a soproni Mohácsy Margit tanítónővel. Három gyermekük ezt követően nem sokkal egymás után, még a háború alatt született meg (Zsuzsanna 1942-ben, Gábor 1943-ban és József 1944-ben).

## Emlékezete
Tatabányán utca viseli a nevét.